# ゲートウェイ (PCメーカー)
ゲートウェイ（Gateway, Inc.,NYSE:GTW） は、中華民国（台湾）のパソコンメーカーエイサーのブランド名。
元は1985年に設立されたアメリカのコンピュータメーカーである。2007年にエイサーに買収され2008年末まで子会社であったが、2009年1月にエイサーはゲートウェイを吸収し、以後は法人格がなくなりブランド名のみ存続している。
日本法人としては1995年から2001年まで「日本ゲートウェイ株式会社」が存在した。その後、買収したイーマシーンズ株式会社によって2004年12月に再上陸、2005年には同社の社名を「ゲートウェイ株式会社」に変更している。

## 概要

### 成り立ち
1985年にテッド・ウェイトによってアイオワ州、スーシティ近郊のウェイト家の農場の中に設立された。現在の本社はカリフォルニア州南部のアーヴァインにある。
設立当初の社名は「Ted Waitt Company」で、会社設立にあたって牧場を営んでいたウェイト家のキャトルマン精神を忘れないためにトレードマークに白黒の牛柄模様を採用し、設立当初はコンピュータの販売を行っておらずソフトウェアや周辺機器の販売を手がけていた。日本でも「牛」「牛パソ」等の愛称で、現在も親しまれている。

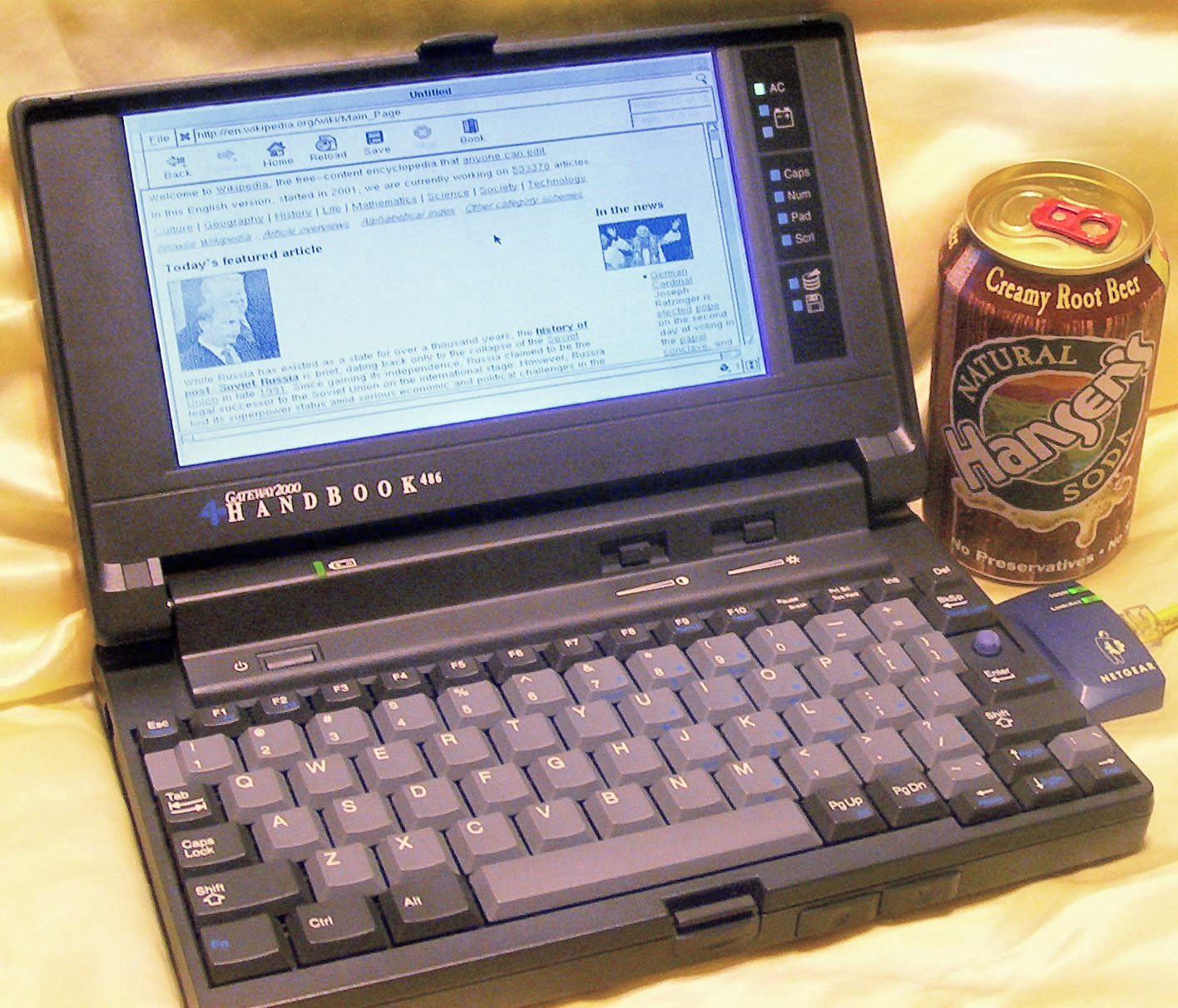
ゲートウェイ“ハンドブック”486

1987年にコンピュータを自社工場にて組み立て直販する販売形態となり、“Bridge to the next century”（21世紀への架け橋として）の考えから「ゲートウェイ2000」（GATEWAY2000/略称：GW2K）と社名を改称した。
GATEWAY2000の名が広まっていったのは、1989年に牧場の写真と「アイオワからコンピュータ?」のキャッチコピーの広告がきっかけである。この後もユニークな広告を掲載してアメリカで非常に有名となる。ライバルのデルコンピュータと同じく、直販によるBTO（Build To Order）方式を取ることで製品在庫をなくすことにより、新しいCPUの発表と同時に新製品を発売するなど、高性能な最新型のパソコンを低価格で供給できることを売りに、順調に売り上げを伸ばした。
1993年には経済誌「フォーチュン」の「フォーチュン500」にランク入りし、1997年にはニューヨーク証券取引所に上場した。同年には順調な売り上げを背景に、アメリカの中堅サーバメーカーであるALR（Advanced Logic Research）社を買収しサーバ事業にも乗り出す。
1998年には社名を現在のゲートウェイ（Gateway Inc.）に変更した。最盛期にはアメリカ本国の他に、アイルランドやマレーシアに生産工場を持ち、一時はアメリカ国内のシェアはデルコンピュータとコンパックに次ぐ第3位、世界市場でのシェアは第5位にまで上り詰めた。

### 日本進出

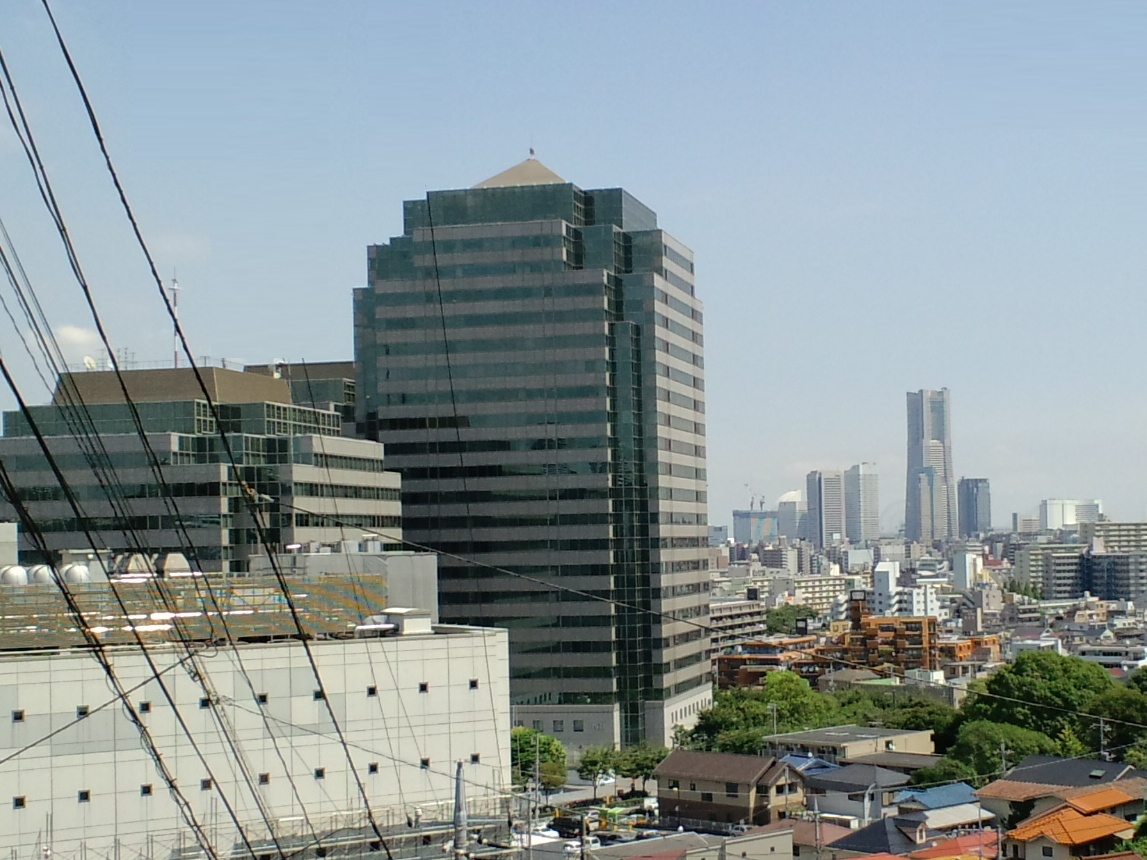
日本本社のあった横浜ビジネスパーク（横浜市）

1995年9月には世界第2位のパソコン市場である日本に進出し、日本法人である「日本ゲートウェイ弐千株式会社」（1999年に日本ゲートウェイ株式会社に変更）を神奈川県横浜市に設立した。
個人向けは本国同様の直販によるBTO方式を採用し、直営店舗の「ゲートウェイカントリー」を全国の主要都市に展開した他、ウェブサイトと電話による販売を行った。法人向けは東京都千代田区に法人営業本部を置き、大阪や福岡、札幌などの全国の主要都市に法人営業部のオフィスを設置し、「Beyond the Box」のスローガンのもとで、主に三菱電機や富士電機、ダイワボウ情報システムなどのベンダー経由でパソコンとサーバ、周辺機器の販売を行った。
高性能と低価格、充実したサポートを売りに、伊東美咲やEvery Little Thingなどを使ったテレビCMや雑誌広告など、派手で先鋭的な広告活動を行った。さらにフリーペーパーの発行やシティカードとの提携クレジットカードの発行や、全国の主要都市に数十店の直営店を持つ他、日本市場向けの製品を含め次々と新製品を投入するなどまさに飛ぶ鳥を落とす勢いであった。インテルとの繋がりが最も強いメーカーとしても知られていた。
「日経パソコン」誌でのパソコンメーカーサポートランキングで1999年度、2000年度、2001年度と3年連続1位を獲得するなど、ユーザーサポートの質に対する評価は高く、自分の用途に合わせた高性能パソコンを格安に提供できるBTO方式であることもあいまって、特にハイエンドユーザーからの評価が非常に高かった。
購入時に牛の模様の箱に入れて届けられたことや、初期のゲートウェイのパソコンは起動時に牛が画面に表示されたため、ゲートウェイのPCはインターネット上で『牛』と呼ばれていた。ゲートウェイのパソコンを所有している人は『牛飼い』と呼ばれていた。

### 世界市場から撤退
短期間のうちに世界各国へ進出したものの、競争の激化を受けた2000年頃からのアメリカ本社の急激な経営悪化に伴い、2001年の年初頃から世界的に事業を縮小することが噂され、社内基幹システム変更や新規路面店の展開など様々な新規プロジェクトが突如凍結された。その後8月に日本やシンガポール、イギリスやオーストラリアなどの国際市場から突如撤退し、同時にこれらの国に向けた製品を生産していた、アイルランドとマレーシアにある生産工場も閉鎖することを発表した。この大規模なリストラにより、1万9,000人いた全世界の従業員の25%を削減し、年間で約3億ドルのコスト削減が達成できるものと予想された。
社内のみならず社外でも撤退の噂はあったものの、正式発表は実際に撤退・事業停止するわずか数日前のことであったために顧客に混乱を起こし、まさにITバブル崩壊の象徴的な出来事として大きく報じられた。日本ゲートウェイとデルコンピュータの熾烈な価格競争が、日本のパソコン市場の価格低下に与えた影響は大きかったため、多くのパソコンユーザー（特にハイエンドユーザー）がその撤退を惜しんだ。実際、日本ゲートウェイの撤退後、日本ゲートウェイの顧客が大量にライバルのBTOメーカー（特にデルコンピュータ）に移動したため、同社は大きく収益とシェアを伸ばすことになった。
日本撤退後は、米Vsource社に顧客サポート業務が引き継がれた。太平洋地域全般においてもVsourceにサポートが引き継がれた。Vsourceは従来のゲートウェイの電話番号等によるサポートの他、ヤフオク!を利用してアフターパーツの供給・PC/AT互換機の販売等を行った。PC/AT互換機はゲートウェイと共通の取引先であったパソコン工房の製品であるかは不明。ゲートウェイの日本撤退後、ノートパソコンのバッテリーが供給されないなど、アフターサービスに混乱が発生した。

### eMachines買収
その後はアメリカ国内だけで事業を展開し、液晶テレビなどの周辺機器の販売にも力を入れるものの、パソコン本体のシェアは減り続けた。2004年1月30日に、ゲートウェイ同様に低価格を売りにするeMachines社（イーマシーンズ、2002年に日本に進出）を買収。eMachinesの上位モデルとしてゲートウェイのパソコンを販売している。
2004年12月には、eMachinesが展開していた流通網をそのまま利用する形で再び日本市場に進出し、日本の小売市場においてPC専業メーカーとしての展開を進め、「Gateway」と「eMachines」の価格・性能に若干の差異がある2種類のブランドを使い分ける形でPCを供給している。以前はインテルとの連携が強かったが、買収後はAMDとの連携も行っている。
2006年には、アメリカで「HP/コンパック」「デル」に続く第3位のPC出荷台数を誇り、世界規模でも常に10位以内をキープし、ニューヨーク証券取引所に上場する世界規模のPCメーカーとなった。合併後の重要な販売戦略として、通信販売よりも店頭販売に重点を置き、一般消費者をメインのターゲットとする、という「デルのやらないことをやる」という戦略（eMachines合併時のウェイン・イノウエCEOのインタビューから）がある。
消費者にとって比較的高い購入価格を持つPCという商品は「対面による販売、実際に製品を触っての購入」という需要は依然高く、この戦略によって、PC関連マスコミやかつての顧客の中にある、2001年の急な撤退時の悪印象にもかかわらず、製品の日本におけるシェアは再び増加傾向を見せた。

### 現在
2007年8月27日、ゲートウェイは中華民国（台湾）のパソコンメーカー最大手のエイサーにより買収総額およそ7億1,000万ドルで買収されることに合意したとエイサー側より発表され、10月8日に、買収完了によってエイサーの子会社となる。2009年1月1日にゲートウェイはエイサーに吸収され、ブランド名のみが残る。

## 主な機種

### エイサーによる買収後のモデル
デスクトップ
- FX6800シリーズ
- DX4800シリーズ
- DX4700シリーズ
- DX4300シリーズ
- LX4800シリーズ
- LX4200シリーズ
- SX2800シリーズ
- SX2300シリーズ
- SX2995シリーズ

液晶一体型デスクトップ
- ZX6800シリーズ
- ZX2300シリーズ

ノートブック
- NV59Cシリーズ
- NV57Hシリーズ
- NV55Cシリーズ
- NV53Aシリーズ
- NV5900シリーズ
- NV4400シリーズ
- ID59Cシリーズ
- EC39Cシリーズ
- EC19Cシリーズ
- EC3800シリーズ
- TC7200シリーズ
- MD7800シリーズ
- MD2600シリーズ
- P7900FXシリーズ

ネットブック
- LT23シリーズ
- LT1000シリーズ

### 日本市場再参入からのモデル
デスクトップ
- FX7000シリーズ
- DX4200シリーズ
- DX2700シリーズ
- GT5000シリーズ
- GT4000シリーズ
- GX7000シリーズ
- 700JPシリーズ
- 600JPシリーズ

ノートブック
- P-7800FXシリーズ
- P-6800FXシリーズ
- M-7800シリーズ
- M-6800シリーズ
- M-2400シリーズ
- M-1600シリーズ
- M-1400シリーズ
- T-1400シリーズ
- ML6000シリーズ
- MT6800シリーズ
- MT6200シリーズ
- MT6000シリーズ
- MP8700シリーズ
- MP6900シリーズ
- MX8700シリーズ
- MX7500シリーズ
- MX6900シリーズ
- MX6600シリーズ
- MX6200シリーズ
- MX6100シリーズ
- MX3300シリーズ
- MX3100シリーズ
- MX1000シリーズ
- 7400JPシリーズ
- 6800JPシリーズ
- 4500JPシリーズ
- 4000JPシリーズ
- 3500JPシリーズ

### 2001年8月以前のもの
ノートブック
- Solo 1150
- Solo 2100
- Solo 2200
- Solo 2150
- Solo 2300
- Solo 2500
- Solo 3100/3150
- Solo 3300/3350
- Solo 3400/3450
- Solo 5100/5150
- Solo 5300
- Solo 9100
- Solo 9300

液晶一体型デスクトップ(ボードPCの先駆的モデル）
- PROFILE
- PROFILE 1.5
- PROFILE 1.8
- PROFILE 2.0

画面一体型デスクトップ
- Neo

デスクトップ
- Essential
- Select
- Select Pro
- PERFORMANCE JS
- PERFORMANCE 850
- G7
- GP7
- G6
- GP6
- GP5
- E-1400
- E-1600
- E-3200
- E-4400
- E-5200
- E-5400

サーバ
- 6400
- 7400
- 7450R
- ALR8200
- ALR7200